# Bílý dům

Bílý dům – 1.patro

Bílý dům – 2.patro

Bílý dům je oficiálním sídlem a pracovištěm prezidenta Spojených států amerických, se kterým zde žije jeho rodina. Stojí ve Washingtonu D. C. na Pennsylvania Avenue.
Bílý dům je starý více než 230 let, byl postaven v roce 1792 na návrh architekta Jamese Hobana. Prvním prezidentem, který v budově sídlil, byl John Adams. Bílý dům prošel mnoha přestavbami a rekonstrukcemi, poslední velká proběhla v roce 1961. Jedná se o stavbu v klasicistním slohu s prvky palladiánského stylu. Termín Bílý dům se běžně používá nejen pro samotnou stavbu, ale i pro administrativu prezidenta USA.

## Název
Název Bílý dům je používaný přibližně od roku 1812, kdy byl poprvé použitý v novinách. Do té doby byl nazýván například Prezidentský dům (Presidental house) nebo Prezidentský palác (Presidental palace).

## Historie
Místo, na kterém Bílý dům stojí, vybral již v roce 1791 první americký prezident George Washington. Bílý dům byl podle návrhu irského architekta Jamese Hobana postaven o rok později, v roce 1792. Prvním prezidentem, který sídlil v Bílém domě, byl John Adams, který byl druhým prezidentem USA. Spolu se svou manželkou se nastěhoval do ještě nedokončené budovy.
Výstavba Bílého domu začala 13. října 1792 a od této doby proběhlo mnoho renovací. Poprvé byl vymalován bílou barvou po Britsko-americké válce (též válka roku 1812, druhá americká válka za nezávislost), kdy Britové Bílý dům 24. srpna 1814 zapálili.
V roce 1817 byl postaven balkon South Portico, v roce 1827 pak byl postaven balkon North Portico (též Thrumanův balkón).
V roce 1902 začal Theodore Roosevelt s velkou rekonstrukcí Bílého domu. Další velkou rekonstrukci zažil Bílý dům za vlády Harryho S. Trumana, kdy italský architekt Lorenzo Winslow provedl rozsáhlé úpravy. Americký prezident se do Bílého domu vrátil až v roce 1952.
Zásadní oprava nastala v roce 1961 a renovace celého domu byla zvládnuta během jednoho roku. Jacqueline Kennedyová, manželka tehdejšího prezidenta Johna F. Kennedyho, nakoupila mnoho historických i nových bytových zařízení. Vytvořila zde muzeum americké historie se sbírkou prezidentských portrétů. Bílý dům obsahuje i lékařskou a zubní ordinaci, televizní studio, solárium, vnitřní bazén a úkryt proti jaderným bombám. Od ledna 2025 v něm bydlí 47. prezident USA Donald Trump.
Po úpravách a rozšířeních zabírá Bílý dům plochu přes 5100 metrů čtverečních na pozemku o výměře více než sedmi hektarů.

## Popis
Bílý dům má 132 pokojů, tři kuchyně, 35 koupelen, 16 ložnic, 412 dveří, 147 oken, 28 krbů, 12 komínů, osm schodišť a tři výtahy, tenisové hřiště, bowlingovou dráhu, kino, plavecký bazén a podzemní úkryt. Kromě jiných zde pracuje například pět celodenních kuchařů.
Bílý dům navštíví až 30 000 návštěvníků týdně, tedy přes jeden a půl milionu návštěvníků ročně.
Nejznámějším pokojem je Oválná pracovna – oficiální pracovna prezidenta USA.

## Zahrada
Na zahradě je vysazeno více než 300 druhů rostlin a přes 678 květin. Zahrada obklopuje celý objekt. Děti se každý rok na Velikonoční pondělí účastní tradičního koulení vajíček na trávě.
Před Bílým domem se nachází šest metrů široký altán, který je umístěn před hlavním vchodem ve „Vchodové zahradě“.

## Adresa
1600 Pennsylvania Avenue NW
Washington, D.C. 20500
United States of America